# Sarah Schreiber (Auktionatorin)
Sarah Schreiber (* 5. Juli 1987 in Freiburg im Breisgau) ist eine deutsche Auktionatorin.

## Leben und Werk
Sarah Schreiber war zehn Jahre im Auktionshaus Homm in Oberursel tätig, bis sie sich Ende 2021 in Niedernhausen als Auktionatorin selbstständig machte. Zu ihrem Spezialgebiet gehören Orientteppiche, orientalische Textilien sowie Gemälde, Silber und Porzellan.
In der RTL-Reihe Kitsch oder Kasse war Schreiber 2020 in drei Episoden als Expertin zu sehen. In der ZDF-Sendereihe Bares für Rares debütierte sie am 1. Juli 2022 als Händlerin.